# Éric Woerth
Éric Woerth (n. 29 ianuarie 1956, Creil, Picardie⁠(d), Franța) este un politician francez.
Ministru al Bugetului și apoi ministru al Muncii în primele două guverne François Fillon din 2007 până în 2010, a fost primar al orașului Chantilly între 1995 și 2017.
Din 2017 până în 2022 a fost deputat și președinte al Comisiei de Finanțe a Adunării Naționale. În 2022 a anunțat că va părăsi Les Républicains pentru a-l susține pe Emmanuel Macron și a fost reales sub steagul Ensemble. Este comisar al Adunării Naționale din 29 iunie 2022.
Éric Woerth a absolvit Universitatea Paris 2 Panthéon-Assas, HEC Paris și Sciences Po.